# Neotragini

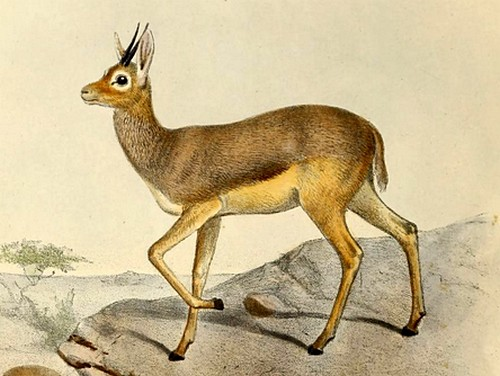
Dorcatragus megalotis.

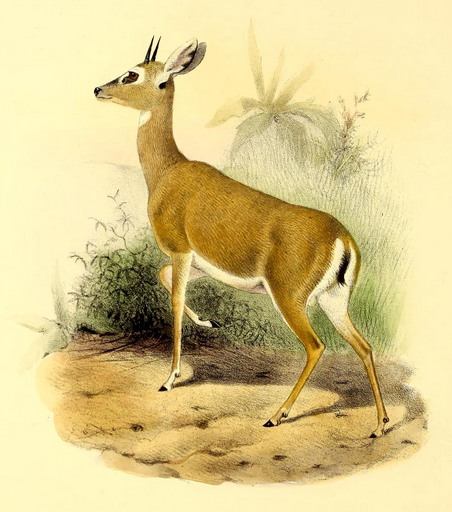
Ourebia ourebi.

Los Neotragini (neotraguinos) son una tribu de mamíferos artiodáctilos de la familia de los bóvidos, subfamilia de los antilopinos.
La tribu incluye seis géneros con trece especies de antílopes de pequeño tamaño (por lo que muchos autores los denominan "antílopes enanos"), que habitan en regiones densamente cubiertas de vegetación en la zona ecuatorial y el  sudeste de África.

## Características
Del tamaño de una liebre, son antílopes de cuerpo delicado y compacto (excepto Oreotragus oreotragus), sin crestas en la parte superior de la cabeza, de lomo redondeado. Solo los machos presentan cuernos, que son rectos, pequeños y acabados en punta. Las orejas son más bien cortas. El hocico está desnudo. Las pezuñas interiores son estrechas y apuntadas, y las lateraless están generalmente ausentes. Presentan glándulas preorbitales y en las pezuñas, y carecen de glándulas inguinaless. Las ubres de las hembras tienen cuatro pezones.

## Taxonomía

### Descripción
La tribu fue creada en 1894 por el abogado y zoólogo británico Philip Sclater y el también británico y zoólogo, especializado en mamíferos, Oldfield Thomas.

### Géneros y especies
Tribu Neotragini
- Género Dorcatragus
  - Dorcatragus megalotis
- Género Madoqua
  - Madoqua guentheri
  - Madoqua kirkii
  - Madoqua piacentinii
  - Madoqua saltiana
- Género Neotragus
  - Neotragus batesi
  - Neotragus moschatus
  - Neotragus pygmaeus
- Género Oreotragus
  - Oreotragus oreotragus
- Género Ourebia
  - Ourebia ourebi
- Género Raphicerus
  - Raphicerus campestris
  - Raphicerus melanotis
  - Raphicerus sharpei

### Taxonomía controvertida
Algunos mastozoólogos como, por ejemplo, Haltenorth, consideran este grupo como una subfamilia distinta, la de los Neotraginae.
De más trascendencia es el cambio propuesto por Eva V. Bärmann, de la Universidad de Cambridge, y su colega Tim Schikora, del Centro de Investigación de la Biodiversidad y el Clima de Frankfurt. Según estos autores, a pesar de que las especies de "antílopes enanos" se reunieron comúnmente en la tribu de los neotraguinos debido a su apariencia morfológica general, loss análisis filogenéticos demostraron que no todos están estrechamente relacionados, por lo que sugirieron restringir el nombre de Neotragini al género tipo Neotragus. En su estudio utilizaron secuencias del citocromo b mitocondrial y mediciones lineales del cráneo para investigar más a fondo la similitud de las tres especies de Neotragus. Estos análisis apoyan la estrecha relación de N. moschatus y N. batesi. Sin embargo, N. pygmaeus, la especie tipo —que nunca antes se incluyera en los análisis filogenéticos— no está estrechamente relacionada. Según estos autores, podría compartir un antepasado común más reciente con otro "antílope enano", Oreotragus oreotragus, y con los duiqueros del taxón Cephalophini. Por lo tanto, sugirieron resucitar el género Nesotragus Von Dueben, 1846 para Nesotragus moschatus e N. batesi, dejando a Neotragus pygmaeus como la única especie del género.

### Otros artículos
- Bóvidos
- Antílopes
- Antilopinos

- Datos: Q936330